# Habenaria microsaccos
Habenaria microsaccos är en orkidéart som beskrevs av Friedrich Fritz Wilhelm Ludwig Kraenzlin. Habenaria microsaccos ingår i släktet Habenaria och familjen orkidéer. Inga underarter finns listade i Catalogue of Life.